# Microstachys bidentata
Microstachys bidentata là một loài thực vật có hoa trong họ Đại kích. Loài này được (Mart. & Zucc.) Esser mô tả khoa học đầu tiên năm 1998 publ. 1999.

## Hình ảnh

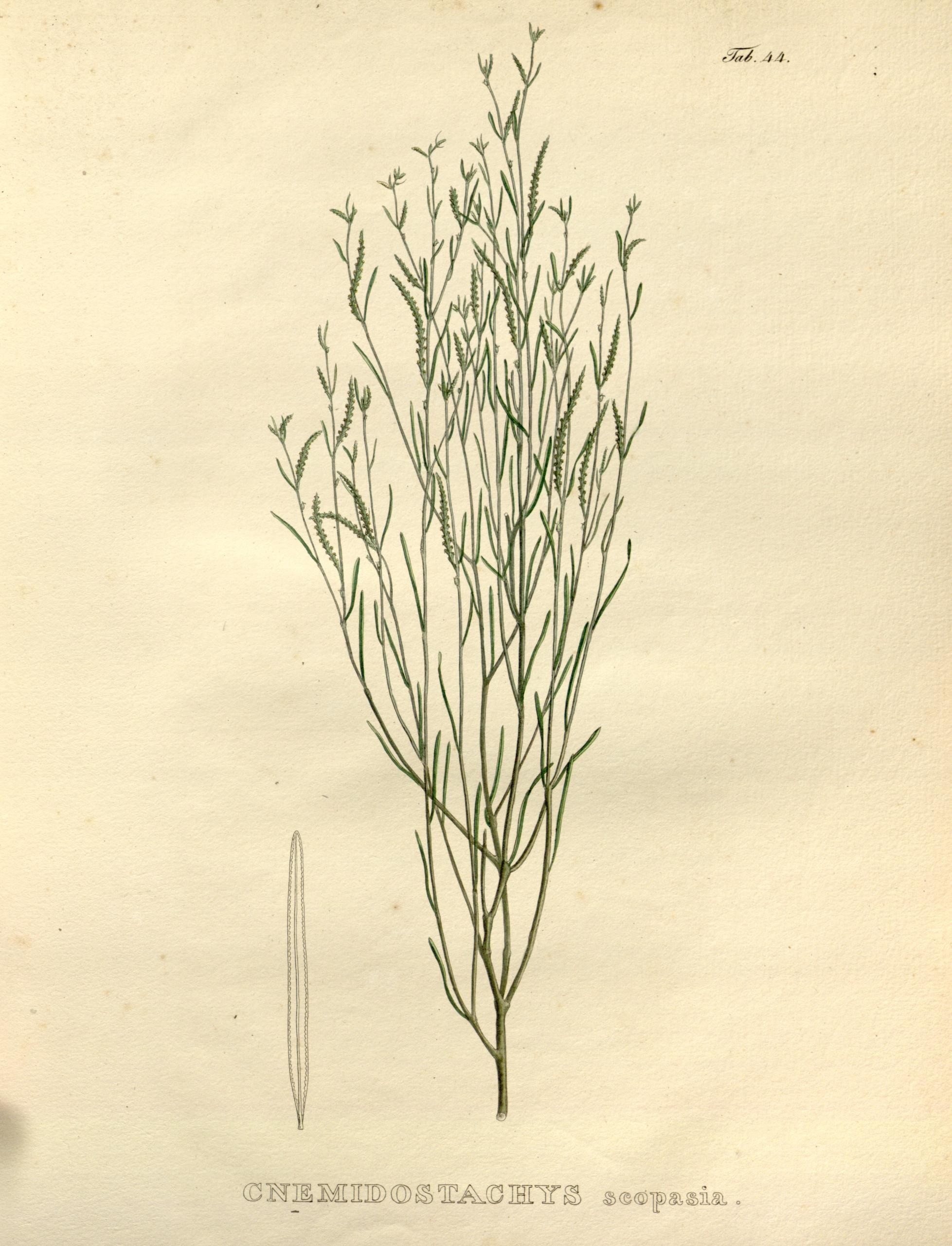